# Cambres
Pour les articles homonymes, voir Cambres (homonymie).
Cambres est une paroisse civile portugaise (en portugais : freguesia) de la municipalité de Lamego dans le district de Viseu.

## Géographie
Cambres se trouve au nord de la paroisse de Lamego (Almacave e Sé), centre urbain de la municipalité.
La paroisse est située sur la rive sud du Douro, qui la sépare de Peso da Régua. Elle accueille le port commercial de Cambres.

## Démographie
Lors du recensement de 2021, Cambres compte 1 592 habitants. C'est alors la deuxième paroisse la plus peuplée de la municipalité de Lamego, loin derrière Lamego (Almacave e Sé) et ses 12 071 habitants.